# Daniel Garrison
Daniel Garrison (* 3. April 1782 in Lower Penns Neck, Salem County, New Jersey; † 13. Februar 1851 in Salem, New Jersey) war ein US-amerikanischer Politiker. Zwischen 1823 und 1827 vertrat er den Bundesstaat New Jersey im US-Repräsentantenhaus.

## Werdegang
Daniel Garrison genoss eine gute Schulausbildung und arbeitete danach in der Landwirtschaft. Ferner begann er als Mitglied der Demokratisch-Republikanischen Partei eine politische Laufbahn. Zwischen 1806 und 1808 gehörte er der New Jersey General Assembly an. Von 1809 bis 1823 war er Kreisrat im Salem County. In den 1820er Jahren schloss er sich der Bewegung um den späteren Präsidenten Andrew Jackson an.
Bei den Kongresswahlen des Jahres 1822 wurde Garrison im sechsten Wahlbezirk von New Jersey in das US-Repräsentantenhaus in Washington, D.C. gewählt, wo er am 4. März 1823 die Nachfolge von Ephraim Bateman antrat. Nach einer Wiederwahl konnte er bis zum 3. März 1827 zwei Legislaturperioden im Kongress absolvieren. Dort wurde in jenen Jahren zwischen den Anhängern und Gegnern von Andrew Jackson heftig gestritten.
Im Jahr 1826 verzichtete Garrison auf eine erneute Kongresskandidatur. Zwischen 1834 und 1838 fungierte er als Leiter der Steuer- und Zollbehörde in Bridgeton. Er starb am 13. Februar 1851 in Salem, wo er auch beigesetzt wurde.